# 狂人皮埃罗
《狂人皮埃罗》（法語：Pierrot le Fou）是1965年上映由法国新浪潮电影导演让-吕克·戈达尔执导的第十部作品，由让-保罗·贝尔蒙多和安娜·卡里娜主演。影片改编自莱昂内尔·怀特1962年小说《固执》（Obsession），当年共吸引约131万人次观看，位列票房榜第15位。影片获选为第38届奥斯卡金像奖最佳外语片法国参赛作品，但没有入围提名名单。

## 剧情
费迪南（让-保罗·贝尔蒙多 饰）和他富有的妻子感情不太融洽。有一天，朋友弗朗克给他们介绍女学生玛利亚娜（安娜·卡里娜 饰）帮他们照顾孩子，恰巧女学生和费迪南是老相识。夜里，夫妇俩和弗朗克同去参加一个招待会。费迪南借弗朗克的车偷偷回家与玛利亚娜相会，还主动送她回家，顺便在她家中过夜。他感到现在的玛利亚娜有些神秘。当弗朗克来找他们时，玛利亚娜突然杀害了他。这样，费迪南便盲目地随玛利亚娜逃亡，去找她的哥哥。一路上吃尽苦头，他还遭匪徒的绑架，最后他逃出匪巢，而後发现玛利亚娜所谓的哥哥是她的情夫，是个军火贩子。一怒之下，他杀死了他们。然而，在他即将自杀的瞬间，他又产生了继续活下去的念头，但卻來不及熄滅點燃的炸藥引信，於是費迪南就這麼在懸崖邊被炸死了。

## 阵容
- 让-保罗·贝尔蒙多 饰 费迪南德·格里芬（Ferdinand Griffon），外号“皮埃罗”（Pierrot）
- 安娜·卡里娜 饰 玛利亚娜·雷诺阿（Marianne Renoir）

## 轶事
- 戈达尔原本打算安排雪儿薇·瓦丹出演玛丽安娜一角，但她的经纪人拒绝了[2][3]。他也考虑让理查德·伯顿出演费尔迪南，但最终放弃了这个念头[3]。
- 如同戈达尔的许多电影，剧本到了拍摄前一天才写好，许多场景，特别是电影结尾都是演员即兴发挥的。拍摄工作持续了两个多月，为了方便剪辑，于蔚蓝海岸开拍，巴黎杀青[3]。结局的背景是土伦，当中法国著名战舰让·巴尔号亮相。
- 助理导演让-皮埃尔·里奧客串了一个场景，但他没有出现在演职人员名单中。
- 派对场景中的美国电影导演由塞缪尔·福勒（英语：Samuel Fuller）本色出演。
- 标准收藏于2008年9月发行以蓝光格式发行本片，属于他们第一批以蓝光规格发行的碟片[4]。然而，标准收藏将版权输给了StudioCanal后，碟片下架。
- 被开进水中沉掉的1962年款福特银河（英语：Ford Galaxie）是戈达尔自己的车[5]。

## 风格
电影角色会打破第四面墙走进摄影机中。剪接时的选择也很惊人，譬如皮埃罗在派对上朝一名女性扔蛋糕时，戈尔达在蛋糕砸中脸时切入焰火爆炸的镜头。电影出现了当时盛行的波普艺术风格特征，不断拆分引用大众文化元素。和大多数波普艺术一样，电影画面偏卡通风，故意采用明亮的原色，营造花哨的视觉美感。

## 评价
汇总媒体烂番茄搜集了39条评论，给予影片85%的新鲜度，表示“认证新鲜”，平均分7.8/10。网站共识写道：“色彩斑斓、颠覆性且颇具魅力，《狂人皮埃罗》可以说是让-吕克·戈达尔的典型作品”。
日本电视动画《星际牛仔》第20集名为《狂人皮埃罗》。